# Marcelle Deschênes
Marcelle Deschênes (* 2. März 1939 in Price, Québec) ist eine kanadische Komponistin.

## Leben und Wirken
Marcelle Deschênes studierte von 1963 bis 1967 an der Universität Montreal bei Jean Papineau-Couture und Serge Garant und setzte ihre Ausbildung in Paris bei der Groupe de recherches musicales unter François Bayle, Henri Chiarucci und Guy Reibel fort. 1969 beteiligte sie sich an einem Kollektivwerk der Group de Recherches, Musiques éclatées, das beim Festival d'Avignon aufgeführt wurde.
Von 1968 bis 1970 nahm sie Kurse in Musik und audiovisueller Technik bei Pierre Schaeffer am Pariser Konservatorium und studierte Musikanalyse an der École César-Franck bei Olivier Alain. Danach studierte sie Musikästhetik bei Daniel Charles, Musikethnologie bei Claude Laloum und Analyse bei Jean-Étienne Marie an der Universität von Paris und zusätzlich Musikethnologie an der École pratique des hautes études des Musée des Arts et Traditions populaires.
Nach ihrer Rückkehr nach Kanada 1971 beteiligte sich Deschênes an dem Kollektivwerk Si…... longtemps, das im Folgejahr an der Universität Montreal aufgeführt wurde. Von 1972 bis 1977 unterrichtete sie am Studio für elektronische Musik der Universität Laval und beteiligte sich am Aufbau von dessen Klangbibliothek. Sie komponierte Musik für experimentelle Videofilme und den NFB-Film Le Port de Montréal und nahm zwischen 1974 und 1976 an den Auftritten der Gruppe GIMEL (Groupe d'interprétation de musique électroacoustique de Laval) teil.
1977 gehörte sie zu den Gründungsmitgliedern der ACREQ (Association pour la création et la recherche électroacoustiques du Québec), und 1979 gründete sie das elektroakustische Studio Bruit Blanc. Im Folgejahr wurde sie Professorin für elektroakustische Komposition an der Universität Montreal.
Unter den Werken von Deschênes finden sich multimediale Performances, Installationen, Videoproduktionen, elektroakustische und Instrumentalmusik sowie Aktionen mit Nichtmusikern. Sie erhielt zahlreiche internationale Auszeichnungen, darunter mehrmals Preise beim Concours international de musique électroacoustique de Bourges.

## Werke
- 1 1/2 für Klavier, 1966
- Voz (cantate mitrailleuse), 1968
- 7+7+7+7 ou aussi progressions sur la circonférence du jaune au rouge par l'orange ou du rouge au bleu par le violet, ou même embrassant le pourtour total, 1968
- Chut, 1969
- Encore et toujours ce si für Oboe und Tonband, 1969
- Talilalilalilalarequiem für Instrumentalensemble, elektronische Orgel, vier Perkussionsgruppen und Tonband, 1970
- Moll, opéra lilliput pour six roches molles für zwei Klarinetten, drei Posaunen, drei Perkussionssets, Spielzeug und Tonband, 1976
- Jour «J», multimediale Präsentation, 1981
- OPÉRAaaaAH multimediale Präsentation, 1981
- Écran humain, multimediale Präsentation von Paul Saint-Jean, 1983
- Pot pourri, 1984
- deUs irae, 1985
- Lux multimediale Präsentation von Renée Bourassa, 1985
- D-503, 1987
- Big Bang II, multimediale Installation von George Dyens, 1987, 1995
- Les arrivées sont des départs, Computermusik, 1988
- Noël réinventé, 1988
- Lux æterna, 1989
- Ludi multimediale Oper (mit R.Bourassa), 1990
- Big Bang III multimediale Installation von G.Dyens, 1992
- Le monde est une bulle d'air, 1994
- Les vagues, 1994
- Die Dyer, Video von Alain Pelletier, 1999
- Musique défilé, musikalisches Event – Fashionshow, 1999–2000
- Le bruit des ailes, 2000
- Indigo, 2000
- Les voix de l'essentiel, Klanginstallation, 2004
- Bulles de vie, 2005

| Personendaten    | Personendaten          |
| ---------------- | ---------------------- |
| NAME             | Deschênes, Marcelle    |
| KURZBESCHREIBUNG | kanadische Komponistin |
| GEBURTSDATUM     | 2. März 1939           |
| GEBURTSORT       | Price, Québec          |